# 국제 거리

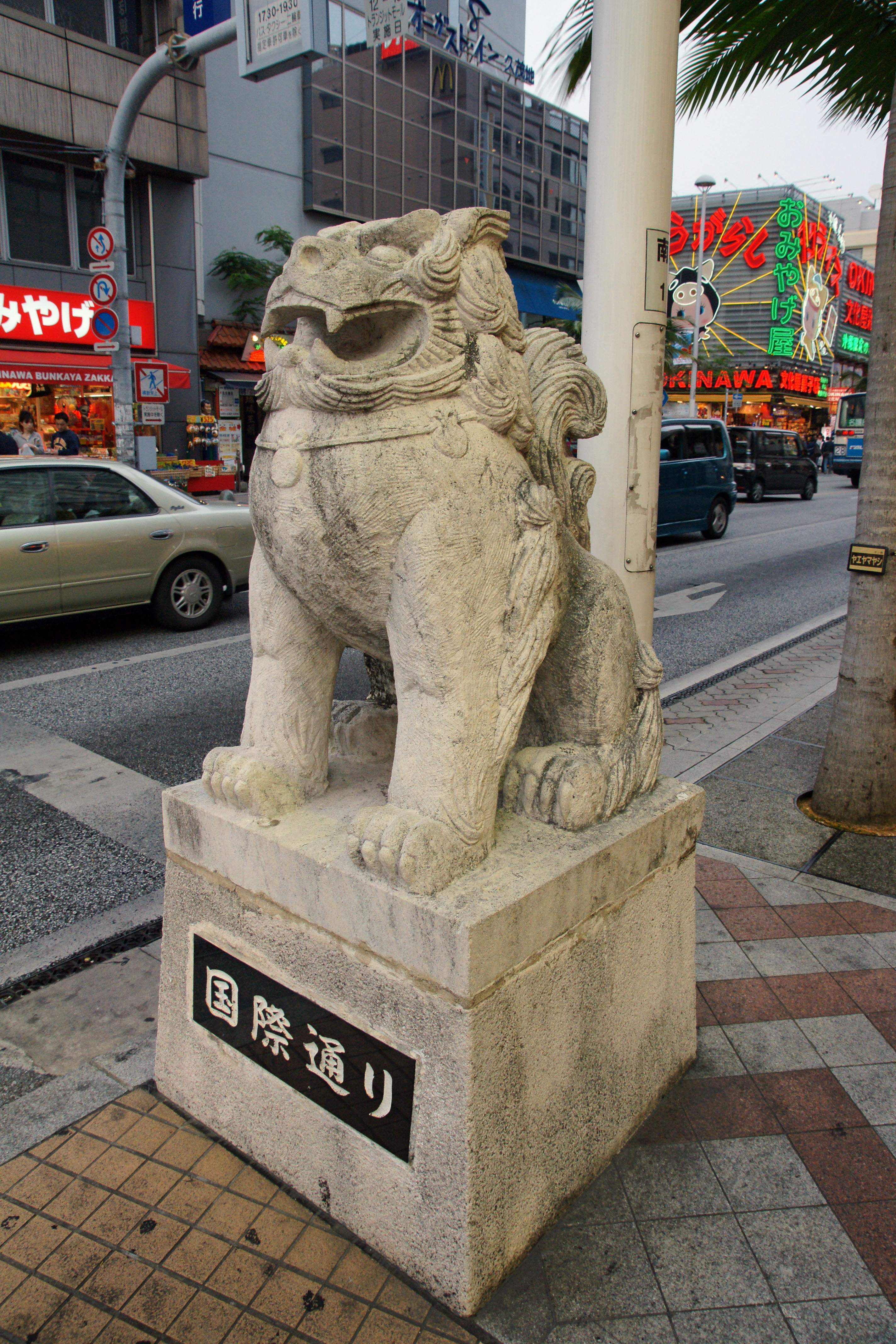
국제 거리 표지석

국제거리(일본어: 国際通り こくさいどおり[*])는 오키나와현 나하시의 현청북구교차로県庁北口交差点부터 아사토삼거리安里三叉路까지 약 1.6km 거리에 달하는 직선거리이다. 오키나와현에서 가장 활기찬 나하시 최대의 번화가이다. 오키나와현 등 행정 관계기관에서는 코쿠사이도-리こくさいどおり라고 읽지만, 거리 입구에는 코쿠사이토-리こくさいとおり라고 새겨진 시샤 석비가 있다.

## 개요

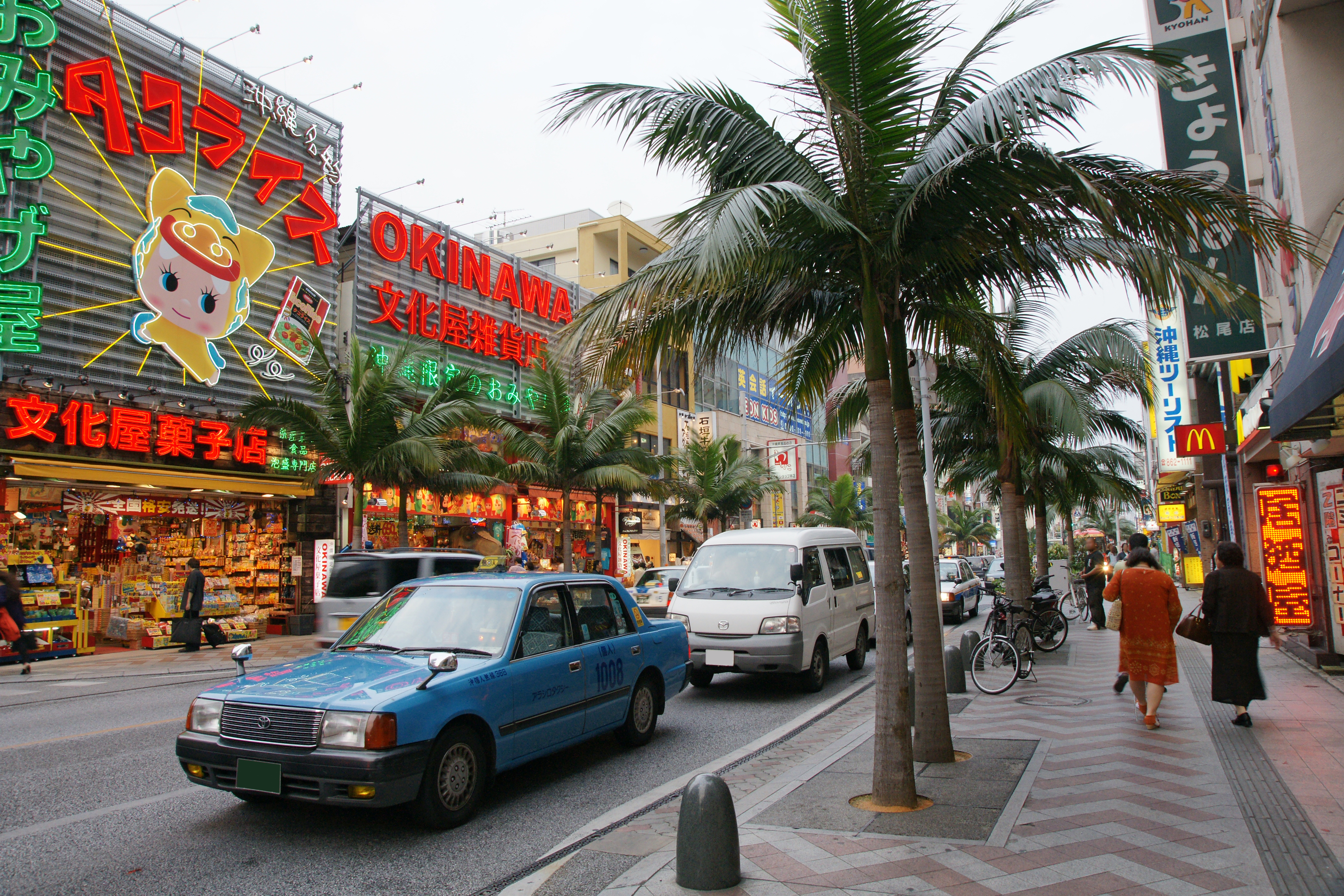
국제 거리의 모습

나하 중심을 지나는 오키나와현도 39호선의 일부로, 오키에도리 나 마치과 상점가 등과 함께 상업지역으로 자리잡은 문화적 중심지다. 오키나와전투 후, 폐허가 된 나하시의 중심부는 2차 세계대전 이전에 정비되었던 신가도를 중심으로 복구가 시작되었는데, 이 거리에 1948년에 건설된 어니 파일 국제극장을 이유로 〈국제거리〉라고 불리기 시작했다. 이 지역이 황무지에서 눈부신 발전을 이룩한 것에 더해 길이가 1마일 정도였기 때문에, 〈기적의 1마일奇跡の1マイル〉이라고도 불린다. 헤이와거리(平和通り)와 마키시 공설시장이라는 두 재래시장이 국제거리에 입구가 있고, 팔레트 쿠모지 등의 쇼핑몰과도 연계되어 있다.
국제거리를 중심으로 한 축제이벤트로 문화의 날 전후로 열리는 슈리성 축제(류큐왕조 의궤 행렬), 나하 마라톤, 1만 명의 에이사 춤꾼대1万人のエイサー踊り 등이 있다.

## 역사
거리는 1933년 (소화 8년)에 구 나하시와 슈리시를 최단 거리로 잇는 현도의 일부로, ‘신현도新県道’나 ‘마키시가도牧志街道’라고 불렸다. 당시는 교외에 난 외길이어서 인가가 적고, 밭이나 습지가 펼쳐져 있었다. 그러나 오키나와 전투로 인해 나하시 전역이 불바다가 되며 이곳도 피해를 면할 수 없었다.
해방 이후, 미군이 종전의 나하시 중심(현 나하시 쿠모지천 서쪽의 서정, 쿠메久米정, 츠지辻정 일대)를 점령하면서 사람들이 갈 곳을 잃자, 츠보야 지역의 도예가들이 먼저 이 지역에 들어왔고, 이어 마키시 지역의 기와 장인들도 점포를 세웠다. 이러자 다른 상인들도 도예 관계자 장인의 친인척을 자처하며 거리에 들어와 츠타야부터 마키시까지의 신현도 근처에 자연스럽게 암시장이 생겨나 퍼졌다. 1948년에는, 미군의 물자집적소 근처의 땅에 류큐열도 일본정부의 협력을 받아 현재의 덴부스 나하 근처에 〈어니파일 국제극장アーニーパイル国際劇場〉이라는 영화관이 열리면서, 연일 성황을 이루게 됐다. 이후 영화관의 이름을 따라 ‘국제거리’라는 이름이 정착했다. 이렇게 되면서 나하시의 기존 중심시가지의 역할이 국제거리로 이관되었다.
1953년에 마키시가도 개수공사를 계기로 점포가 주변에 들어서, 번화가를 형성하면서, 이 때부터 〈기적의 1마일〉이라는 표현이 쓰이게 되었다. 당초에는 오키나와 미츠코시 백화점 등 대형 점포가 오키에이거리沖映通り 접점 중심으로 모여있었지만, 오키나와의 자동차 문화로 인해 대형 쇼핑센터는 주차장 확보가 용이한 교외로, 생활밀착형 점포는 헤이와거리나 주변으로 옮겨갔다. 1990년대에는 국제거리 입구의 팔레트 쿠모지의 재개발 개관과 함께 관광객의 수가 점차 늘어나면서, 기념품점, 음식점, 호텔 등 관광객 대상 점포가 몰리는 현청북부사거리県庁北口十字路 ~ 마츠오3거리松尾三又路로 상권이 몰려갔다. 같은 매장이 여러곳에 점포를 여는 경우도 많았다. 그러나 2020년 SARS-CoV2의 세계유행으로 인해 관광객 급감으로 직격을 받아 많은 점포가 임시휴업이나 폐업으로 내몰리게 되었다.